# 프레이벵
프레이벵(크메르어: ក្រុងព្រៃវែង)은 캄보디아 남부에 위치한 도시로 프레이벵 주의 주도이며 인구는 33,079명(2008년 기준)이다. 프놈펜, 베트남 호찌민 시를 연결하는 도로가 지나간다.